# Pierre Gemayel
Ne pas confondre avec Pierre Amine Gemayel (1972-2006)
 (février 2020).
Si vous disposez d'ouvrages ou d'articles de référence ou si vous connaissez des sites web de qualité traitant du thème abordé ici, merci de compléter l'article en donnant les références utiles à sa vérifiabilité et en les liant à la section « Notes et références ».
Cheikh Pierre Gemayel (nom aussi épelé Jumail ou Jumayyil, arabe : بيار الجميّل), né le 6 novembre 1905 à Bikfaya, et mort le 29 août 1984, est un dirigeant politique, et footballeur libanais de la famille Gemayel. Il est le fondateur du parti Kataeb (ou parti phalangiste). Homme influent au parlement, il est le père de Bachir Gemayel et d'Amine Gemayel, chacun d'eux ayant été élu, du vivant de leur père, président du Liban.
À la fin des années 1930 et au début des années 1940, il s'opposa au mandat français sur le Liban, et plaida pour un État indépendant de tout contrôle étranger. Il a été connu pour ses manœuvres politiques habiles, qui l'ont mené à prendre des positions qui ont été vues par ses défenseurs comme pragmatiques, mais par ses adversaires comme contradictoires, ou même hypocrites. Politicien controversé,il a survécu à plusieurs attentats.
Son fils Bachir sera assassiné, le 14 septembre 1982, 21 jours après son élection à la présidence. Plusieurs de ses petits enfants ont été assassinés, notamment Amine Assouad en 1976, Maya Bachir Gemayel en 1980 et Pierre Amine Gemayel en 2006.
Gemayel a également fait carrière dans le football dans les années 1930, en tant que capitaine de l'équipe nationale du Liban. Il est également devenu le premier arbitre libanais à arbitrer des matches au niveau international et a été le deuxième président de la Fédération libanaise de football, entre 1935 et 1939.

## Débuts
Pierre Gemayel est né dans la ville de Mansoura, Égypte. Il est originaire du village de Bikfaya (Liban) où sa famille tient un rôle prééminent depuis 1540. Forcés de fuir en Égypte après avoir été condamnés à mort en 1914 pour s'être opposés à l'Empire ottoman; Gemayel, maronite élevé à l'école des jésuites, fit des études de pharmacie à la faculté de médecine de Beyrouth, où il ouvrit plus tard une officine. Il s'intéressa aussi au sport et devient footballeur, il est observateur aux jeux olympiques d'été de 1936 à Berlin, où il put observer l'organisation du parti nazi. Fasciné par Hitler et la dévotion que lui montre alors le peuple allemand, impressionné par les succès économiques prodigieux obtenus par les nazis en seulement trois années de pouvoir hitlérien, il se convainc d'appliquer au Liban la même stratégie que les nazis en Allemagne: parti militarisé obéissant à un seul chef suprême, organisation de jeunesse scoutique, et la même année, à son retour au Liban, fonde le parti Kataeb, et l'organise selon une structure similaire. Cette initiative lui attire nombre de jeunes chrétiens libanais soit qu'ils appartiennent aux grandes familles féodales chrétiennes soit aux familles de la bourgeoisie commerçante et industrielle des villes côtières.

## Chef de l'indépendance
Dans les années précédant l'indépendance, l'influence de Gemayel et du parti Kataeb qui compte déjà 35 000 est énorme bien que discrètement exercée. Pierre Jmayyel survit à une tentative française de  dissoudre de force le parti Kataeb en 1937 et prend part à un soulèvement contre le mandat français en 1943. Lors de la guerre civile de 1958, Gemayel émerge comme chef de file des mouvements de droite (majoritairement chrétiens) qui s'opposent aux mouvements d'inspiration nassérienne en rébellion contre le président Camille Chamoun. Au lendemain de la guerre, Gemayel est nommé ministre dans un gouvernement d'unité nationale. Deux ans plus tard, Gemayel est élu à l'assemblée nationale, pour la circonscription de Beyrouth, siège qu'il occupera jusqu'à la fin de sa vie. À la fin des années 1960, le parti Kataeb avait neuf sièges à l'assemblée nationale, en faisant un des plus grands groupes au sein d'un parlement notoirement divisé. Bien qu'il ait échoué par deux fois à l'élection présidentielle en 1964 et en 1970, Gemayel a continué à occuper des postes importants pendant le quart de siècle suivant.
Le Liban, État se trouvant dans un Proche Orient à la géopolitique très complexe ne peut échapper aux soubresauts des guerres israelo-arabes, et Gemayel a souvent changé de position à ce sujet. Ses partisans y ont vu un signe de flexibilité, tandis que ses détracteurs y ont vu un signe d'incohérence. Gemayel s'oppose à la signature des accords du Caire, imposés au gouvernement libanais. Dans les années 1970, il s'oppose à la présence palestinienne armée au Liban. Le parti Kataeb officialise la création d'une milice privée, les Forces Libanaises (FL), commandée par son fils Bachir.
Gemayel changea aussi de position à propos de l'intervention syrienne durant la Guerre du Liban de 1975 à 1990. Il accueillit d'abord favorablement l'intervention syrienne, mais il devint bientôt convaincu que la Syrie occupait le Liban pour des raisons qui lui étaient propres. En 1976, il rejoignit la plupart des dirigeants chrétiens principaux, y compris l'ancien président Camille Chamoun, le diplomate Charles Malek, et le dirigeant radical Étienne Sacr, pour s'opposer à l'occupation syrienne. Le 11 octobre 1978, Gemayel a amèrement dénoncé la présence militaire syrienne, et le front libanais se joignit à l'armée libanaise dans la guerre de Cent jours, perdue contre l'armée syrienne.

## Succession
Gemayel vit son plus jeune fils, Bachir Gemayel, être élu président du Liban le 23 août 1982, et être assassiné le 14 septembre, neuf jours avant son entrée en fonction. Habib eh Chartouni avoua avoir placé la bombe sous les instructions de Nabil Alam, responsable au sein du PSNS parti d'obédience syrienne. Le frère aîné de Bachir, Amine Gemayel a été élu à sa place. Pierre Gemayel resta d'abord en dehors du gouvernement de son fils, mais bientôt en 1984, après avoir participé à deux conférences à Genève et à Lausanne en Suisse, qui ont contribué à mettre fin à la guerre civile et à l'occupation du pays par les troupes syriennes et israéliennes (qui avaient envahi le pays en 1982), il accepta de participer encore une fois à un cabinet d'union nationale. Il était toujours en poste quand il mourut à Bikfaya, le 29 août 1984, âgé de soixante-dix-huit ans. Son épouse est décédée en 2003.